# Lienardia crebrilirata
Lienardia crebrilirata é uma espécie de gastrópode do gênero Lienardia, pertencente a família Clathurellidae.